# Боб-строитель
«Боб-строитель» (англ. Bob the Builder) — британский мультсериал.
В ноябре 1998 года на канале CBeebies, принадлежащем BBC, был запущен детский кукольный сериал «Bob the Builder». Яркое телевизионное шоу с приятными и добрыми персонажами настолько понравилось детям и их родителям, что сериал был показан в более чем ста странах, а по рейтингу для дошкольных программ бил рекорды не только в родной Британии, но и в Германии, Австралии и даже Японии. В 2000 году вышел и полноценный полнометражный мультфильм, одну из ролей в котором озвучил сам сэр Элтон Джон. В общем, успехи у «Боба-строителя» были более чем внушительные: с 1998 года было продано более двух с полтиной миллионов кассет с этим самым Бобом и около пяти миллионов книжек, не считая пластиковых игрушек, значков и прочих сопутствующих товаров. В январе 2024 года было объявлено, что компания Дженнифер Лопес Nuyorican Productions будет продюсером анимационного фильма, где главного героя озвучит Энтони Рамос.
В России сериал транслировался на канале «Теленяня» с октября по декабрь 2007 года и с 25 апреля по май 2008 года. Ещё транслируется на кабельном телеканале JimJam. Осенью 2013 года и с 13 июня 2014 года также показывался на Карусели.

## Перезапуск 2015 года
После того, как сериал официально завершился в 2012, компания Mattel купила франшизу и сделала перезапуск, премьера которого состоялась 1 сентября 2015 на канале Channel 5. Изменения произошли как в персонажах, так и месте действия: Боб и его команда переместились в шумный метрополис Спринг-Сити. CGI анимация осталась, а строительные объекты и здания стали намного больше и сложнее. Мистер Бентли теперь сопровождает нового персонажа — мэра Мэдисон, а новый строитель Лео присоединился к команде Боба. Появились также несколько новых строительных машин, включая тяжёлый грузовик Тутон.
Изменения вызвали негативную реакцию в медиа от поклонников оригинального сериала. Один из них описал нового Боба-Строителя, как «пьющего Carling и голосующего за Партию независимости». Другие критиковали новый облик персонажей за их чрезмерную реалистичность и схожесть с настоящими людьми.

## Роли дублировали
- Алексей Борзунов — Боб-строитель, Лофти
- Ирина Маликова — Диззи, Венди, Сардинка, птичка, женские и детские роли
- Александр Котов — Скуп, Мак, Лофти, Роли, Трэвис, Спад, мужские роли
- Илья Хвостиков — Скуп, Мак, Роли, Трэвис, Спад, мужские роли
- Никита Прозоровский — Роли
- Александр Гаврилин — Мак
- Михаил Тихонов — Лофти
- Иван Калинин — Скуп

Мультсериал дублирован по заказу ЗАО «Первый канал. Всемирная сеть».